# Rathaus Stadtilm

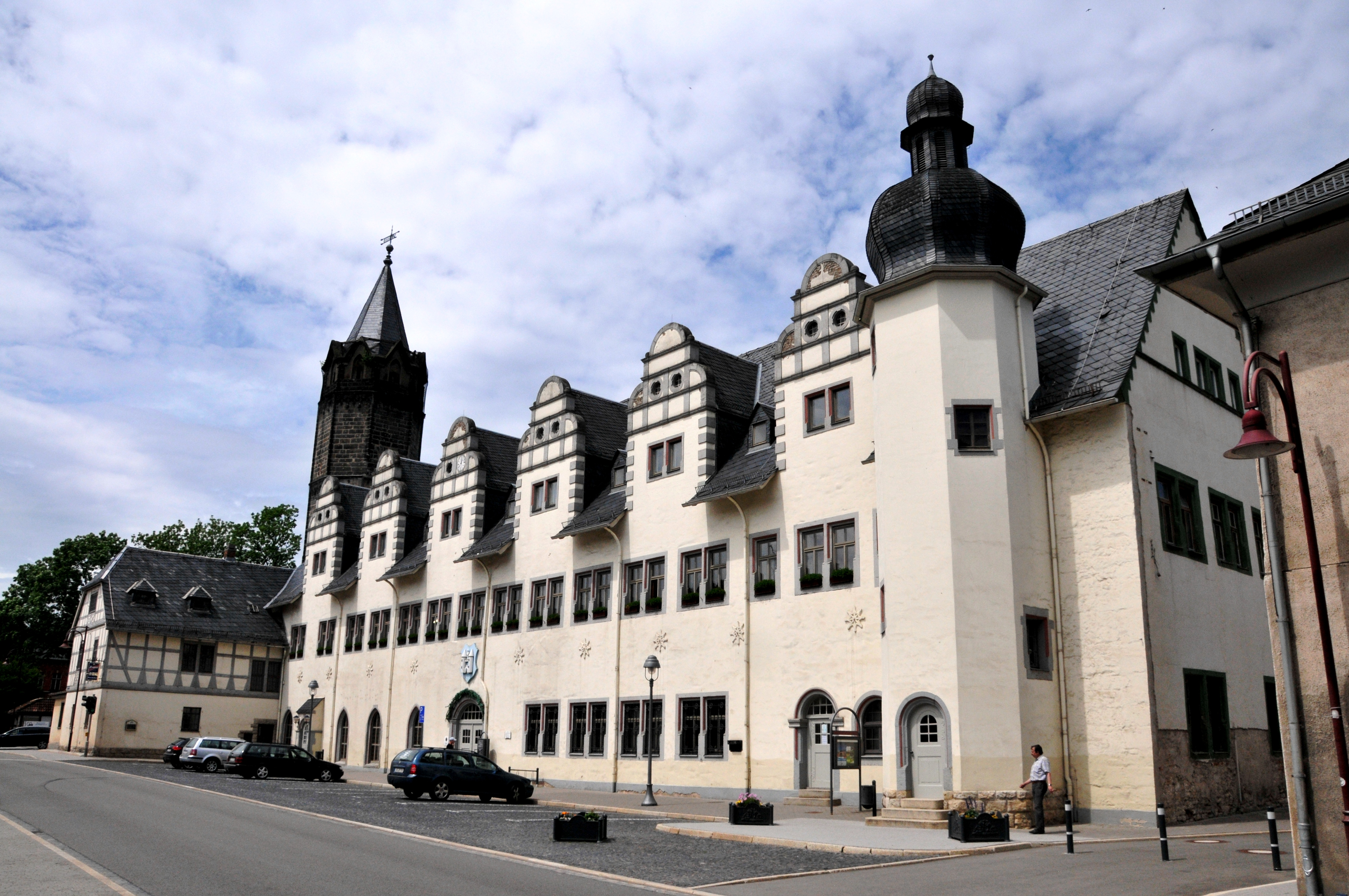
Rathaus Stadtilm

Das Rathaus von der Kleinstadt Stadtilm im Ilm-Kreis von Thüringen steht in der Straße der Einheit. Im östlichen Flügel befindet sich das derzeit (Stand: Anfang 2024) nicht zugängliche Stadtmuseum.

## Geschichte
Das heute als Rathaus genutzte Bauwerk war im späten 16. und frühen 17. Jahrhundert unter Einbeziehung von Mauerwerk der Stadtmauer sowie erhalten gebliebenen Gebäudeteilen des 1274 nach Arnstadt verlegten Zisterzienserinnenklosters als Apanage für die schwarzburgischen Prinzen Ludwig Günther und Albert Günther, Brüder des regierenden Grafen Karl Günther, errichtet worden. Obwohl nach 1625 das Schloss von der gräflichen Familie nur vorübergehend genutzt worden war, erfolgte seine bauliche Unterhaltung. 1735 war im Obergeschoss eine Kapelle eingeweiht worden. Nach dem Stadtbrand von 1780 teilweise zerstört, verkaufte das Bauwerk 1811 die fürstliche Hofkammer in Rudolstadt. Fortan wurde das Gebäude unterschiedlich genutzt. Ein weiterer Brand 1897 richtete große Schäden an dem ehemaligen Schloss an. Nach seinem Wiederaufbau 1899, erwarb die Kommunalverwaltung 1918 das Gebäude, um es als Rathaus zu nutzen.

## Baubeschreibung
Das ehemalige Schloss ist als Putzbau mit zwei Geschossen über längsrechteckigem Grundriss errichtet worden. Die nach Süden ausgebildete Fassade wird durch fünf hohe Zwerchgiebel dominiert, die nach oben durch sogenannte venezianische Zinnen abgeschlossen werden. Jeder Giebel wird an den Seiten durch Quadermauerwerk betont. Das obere Drittel eines jeden Giebelfeldes ist durch Gesimse horizontal und Pilaster vertikal gegliedert. An der östlichen Seite der Fassade steht vor dem Gebäude ein oktogonaler Treppenturm mit verschieferter Haube. Von der Stadtbefestigung stammt an der westlichen Schmalseite der hohe achteckige Turm auf viereckigem Sockel. Sein Zeltdach erhielt er erst 1899. Im westlichen Teil des Gebäudes war das ehemalige Refektorium des Klosters. Das östliche Joch der Halle ist um 1300 entstanden, die westlichen Joche stammen aus der Zeit um 1500.